# MBN미디어렙
MBN미디어렙(MBN Mediarap)는 대한민국의 매일방송에서 종합 미디어 업체이다. 2014년 12월 1일부터 설립하였다.

## 방송 채널
- 매일방송 - 종합편성채널
  - MBN플러스
- 매일경제TV - 경제채널

## 조직
- 대표
  - AD 마케팅본부
    - 마케팅전략국
    - 경영관리국
    - 마케팅국

## 같이 보기
- 매일경제신문